# Michail Baryšnikov
Michail Nikolajevič Baryšnikov (rusky Михаи́л Никола́евич Бары́шников, v anglické transkripci Mikhail Baryshnikov, * 28. ledna 1948, Riga, Sovětský svaz, nyní Lotyšsko) je rusko-americký tanečník, baletní mistr, choreograf a herec. Je významnou osobností ruského baletu. Po své emigraci v roce 1974 do Spojených států pokračoval v taneční kariéře, ale prosadil se také jako filmový herec.

## Život
Narodil se ruským rodičům v Lotyšsku, které bylo součástí Sovětského svazu. Pro studium tance se rozhodl ve 12 letech. V někdejším Leningradě pak vyhledal renomovaného pedagoga Alexandra Ivanoviče Puškina. Ten jeho taneční schopnosti zdokonalil, takže v pouhých 18 letech získal smlouvu jako sólový tanečník v proslulém Kirovově baletu.
V roce 1974 se rozhodl k radikálnímu životnímu kroku – při turné po Kanadě tam požádal o politický azyl. Začal žít v New Yorku, kde se stal hvězdou (a později ředitelem) souborů American Ballet Theater a New York City Ballet. Vytvořil své verze Čajkovského baletů Labutí jezero, Louskáček a také Dona Quijota, Popelky a dalších. Spolupracoval s dalšími významnými choreografy. V roce 1989 se rozhodl věnovat se nejnovějším trendům tance. Ve spolupráci s choreografem Markem Morrisem založil skupinu White Oak Dance Project.

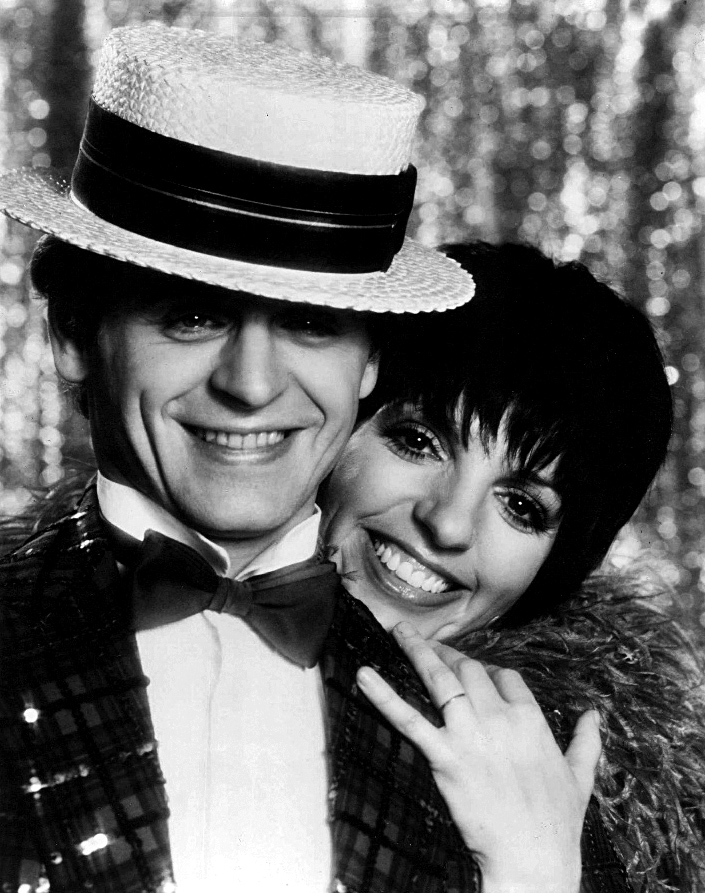
Baryšnikov a Liza Minnelliová v roce 1980

Podílel se na tvorbě televizních programů Baryšnikov v Bílém domě (1979) nebo Baryšnikov na Broadwayi (1980). Získal cenu Emmy a za výkon v psychologickém filmu Nový začátek byl nominován na Oscara. V roce 1985 účinkoval ve snímku Taylora Hackforda Bílé noci, kde hrál ruského emigranta, tanečníka Kolju. K tomuto filmu byl natočen i videoklip Say You, Say Me, který nazpíval Lionel Richie a získal za ni Oskara. Hrál významnou roli v poslední sezoně amerického televizního seriálu Sex ve městě.
V říjnu 1996 věnoval dvě sólová představení v Praze bývalé první dámě Olze Havlové in memoriam. Do Prahy se vrátil znovu v prosinci 1999 se svým souborem. V říjnu 2018 vystoupil se sólovou inscenací Nového divadla v Rize Brodskij/Baryšnikov v rámci Mezinárodního divadelního festivalu Pražské křižovatky, který je věnován politickému a divadelnímu odkazu Václava Havla.
Lotyšský parlament Saeima mu udělil 27. dubna 2017 lotyšské občanství za zvláštní zásluhy o dobré jméno Lotyšska. Americké občanství si Baryšnikov ponechal.

## Osobní život
Jeho bývalou partnerkou je herečka Jessica Lange, s niž má dceru Alexandru. Matkou dalších tří potomků je bývalá baletka Lisa Rinehartová.